# Erik Nilsson Ehrenskiöld
Erik Nilsson Ehrenskiöld, född 19 oktober 1634, död 31 mars 1684, var en svensk ämbetsman. Han var far till Johan Eriksson Ehrenskiöld och Nils Ehrenschiöld.

## Biografi
Erik Nilsson var son till stallmästaren på Björneborgs kungsgård Nils Olofsson. Han blev kammarskrivare i Kammarkollegium 1654. Han skall då enligt en senare uppgift i två år gått i lära hos en landsbokhållare. Därefter blev han landsbokhållare i Åbo och Björneborgs län 1658. Han tjänstgjorde under Mathias Eriksson Boëthius som landssekreterare och skötte förvaltningen av länet i landshövdingen Erik von der Lindes frånvaro. År 1666 blev han krigskamrerare över hela Finland och 1671 kamrerare i Krigskollegium. Han var medlem av 1671 års militiekommission och adlades 1675. Ehrenskiöld blev 1676 överkommissarie över Amiralitetskollegium, 1681 ståthållare i Kalmar län och utnämnd lagman i Söderfinne lagsaga, en post han aldrig tillträdde på grund av att han samma år blev administratör vid båtsmansinrättningen i Kalmar län, Blekinge och Öland.

### Familj
Ehrenskiöld var gift med Maria Hansdotter. De fick tillsammans barnen korpralen Johan Ehrenskiöld, amiralen Nils Ehrenschiöld (1674–1728), Carl Ehrenskiöld, Maria Ehrenskiöld (död 1700) som var gift med lagmannen Anders Wästfelt (1652–1705), Anna Christina Ehrenskiöld som var gift med konteramiralen Paul von Qvickelberg (1644–1693), Elisabet Ehrenskiöld (död 1744) som var gift med kommendören Nils Andersson Sjöhierta, översten Carl Ehrenskiöld (1678–1771) och Catharina Ehrenskiöld (född 1681).